# Brain-sur-l'Authion

Brain-sur-l'Authion este o comună în departamentul Maine-et-Loire, Franța. În 2009 avea o populație de 3.330 de locuitori.